# از حد گذشته
از حد گذشته (به انگلیسی: Derailed) همچنین به عنوان راهی برای رفتن نیز شناخته می‌شود، یک فیلم سینمایی جنایی اکشن محصول سال ۲۰۱۶ کشور کره جنوبی با بازی ما دونگ-سیوک و چوی‌مین‌هو است. این فیلم در بیست و یکمین جشنواره بین‌المللی فیلم بوسان در بخش «سینمای کره امروز - پانوراما» به نمایش درآمد. سرانجام فیلم در تاریخ ۳۰ نوامبر ۲۰۱۶ در سینماهای کره جنوبی اکران شد.

## خلاصه داستان
جین ایل (چوی مین هو) و گا یانگ (دا یون) نوجوانانی هستند که فراری هستند و مانند یک خانواده با دیگر نوجوانان فراری زندگی می‌کنند و در مشاغل نیمه وقت کار می‌کنند. بعضی اوقات آنها برای زنده ماندن در طول روز می‌دزدند. وقتی پولشان تمام می‌شود، آنها گ-یانگ را مجبور می‌کنند که یک مرد میانسال بنام هیونگ سوک (ما دونگ-سیوک) را به یک متل بکشاند. اما هنگامی که موفق به دریافت هیچ پولی از او نمی‌شود، او را به گروگان می‌گیرد و از جین ایل می‌خواهد پول برای او بیاورد.